# Wat Phnom

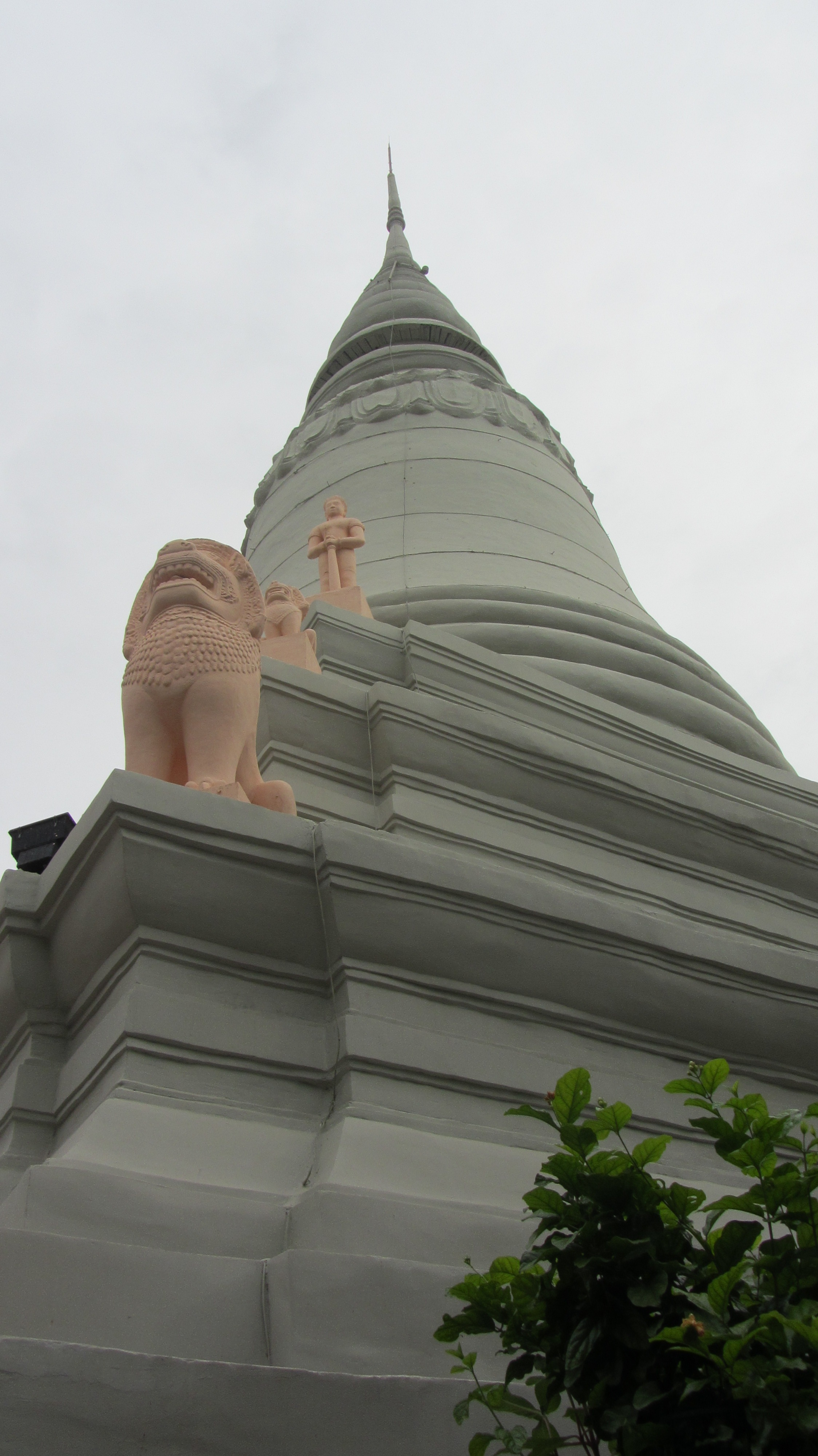
Estupa principal de Wat Phnom.

Wat Phnom (em quemer:  វត្តភ្នំ; "Pagode da Montanha") é um templo budista construído em 1373 na cidade de Phnom Penh, capital do Camboja. O pagode principal foi erguido em uma colina artificial com 27 metros de altura. É o edifício mais alto da cidade sendo também o ponto central de Phnom Penh. O pagode que compõe o templo recebeu o nome de Wat Preah Chedey Borapau. Wat (em tailandês:  วัด, em laociano:  ວັດ vad; em quemer:  វត្ត wōat)  caracteriza no Camboja, Laos e Tailândia um  templo budista com escola religiosa e monges budistas residentes.

## História
A lenda diz que uma viúva rica chamada Penh (também referida como Daun Penh (Avó Penh) encontrou uma grande árvore koki nas margens do rio Mekong. Dentro da árvore encontrou quatro estátuas de bronze de Buda. Penh construiu um pequeno santuário em uma colina construída artificialmente pelas pessoas que viviam na região para proteger as estátuas sagradas. O lugar se tornou um santuário aonde as pessoas passaram a fazer suas orações. Um mosteiro foi posteriormente instalado a oeste da colina.
Em 1437, após a construção de um novo palácio real do rei Ponheya Yat que ordenou que fosse aumentado a altura da colina. A estupa construída no lado oeste do santuário guarda as cinzas do rei e sua família real.
O templo dá nome à cidade de Phnom Penh.
Wat Phnom é o centro das celebrações do Ano Novo Cambojano e da Pchum Ben ("Dia dos Antepassados") uma festividade religiosa com 15 dias de duração que coincide com o término da Vassa que é um retiro anual praticado pelos monges budistas.

## Arquitetura
O santuário foi reconstruído várias vezes durante o século XIX e passou por uma grande reforma em 1926. O interior do templo é composto de um altar central com um grande Buda sentado de bronze cercado por outras estátuas, flores, velas e itens de devoção e culto.
As paredes estão revestidas com murais, que contam as histórias de Jataka que é um conjunto de narrativas relativas aos nascimentos anteriores do Buda antes de sua iluminação. Existem também murais retratando histórias do Reamker, a versão Khmer do Ramáiana.
No lado sudoeste do templo e da estupa, foi construído pequeno santuário dedicado a Daun Penhh. O local recebe fiéis que fazem suas orações e oferecem comida para a mulher considerada responsável pela fundação do wat.
|                         |                                        |                  |
| Estátua do Rey Sisowath | Escadaria principal que leva ao pagode | Pagode principal |